# Glomeris quadrifasciata
Glomeris quadrifasciata är en mångfotingart som beskrevs av Carl Ludwig Koch 1847. Glomeris quadrifasciata ingår i släktet Glomeris och familjen klotdubbelfotingar.

## Underarter
Arten delas in i följande underarter:
- G. q. brixiensis
- G. q. sevini